# Barnet Copthall
Barnet Copthall (conocido por motivos de patrocinio actualmente como StoneX Stadium y anteriormente como Allianz Park) es un recinto deportivo ubicado en Londres, Inglaterra.
Hoy en día, el complejo alberga una piscina e instalaciones de gimnasio junto al nuevo estadio Allianz Park, que se utiliza principalmente para el rugby y el atletismo. También es utilizado por algunas escuelas locales para sesiones de entrenamiento deportivo. También hay un campo de práctica de golf privado en el sitio.
Para llegar en transporte público a Barnet Copthall (Allianz Park), la estación de metro y tren más cercana es la estación de metro de Mill Hill East, que se encuentra en la línea Northern.

## Historia
Antes de la participación de Saracens, el recinto deportivo obtuvo mucha fama albergabando a los London Crusaders (hoy conocidos como los London Broncos) entre 1993 y 1994.
El estadio es hoy en día el hogar de dos clubes de atletismo, Barnet & District AC y Shaftesbury Barnet Harriers. También albergaba partidos del exequipo de fútbol Kentish Town.
En noviembre de 2010, los Saracens buscaban un nuevo hogar después de que el Watford colocara una cláusula de rescisión en su contrato por el uso del Vicarage Road. Saracens rediseñaría una instalación con 3000 asientos permanentes, mientras que los asientos desmontable serían un total de 10 000 para los partidos de rugby, mientras que se conservara la capacidad original para los demás eventos.
Debido a que la aprobación se iba a dar a conocer en mayo de 2011, Saracens y Watford llegaron a un acuerdo para que los Saracens pudieran utilizar el estadio un año más. Finalmente, el estadio se inauguró en enero de 2013, después de que Saracens usara seis estadios en una misma temporada.
El 25 de enero de 2013, los Saracens jugaron un partido ante los Cardiff Blues con un total de 3500 espectadores. La apertura oficial se produjo el 16 de febrero de 2013 con la victoria de los Saracens ante los Exeter Chiefs por 31-11 en un partido de la Premiership Inglesa ante 10 000 espectadores.
El 2 de abril de 2017, la capacidad del estadio se amplió a 15 000 espectadores por primera vez para cumplir con los requisitos de capacidad del estadio en su partido de cuartos de final de la Copa de Campeones de Europa contra Glasgow Warriors.
Debido a importantes remodelaciones diseñadas para aumentar la capacidad de la base permanente a 10 500, la tribuna oeste estuvo cerrada en su mayor parte durante las temporadas 2019–20, 2020–21 y 2021–22, lo que redujo la capacidad base del estadio a 8.500 .
Durante COVID-19 El estadio se utilizó como centro de vacunación.
La nueva tribuna oeste, que se terminó de construir, recibió el nombre de “1876 Stand“ en noviembre de 2022.